# 葉先圻
葉先圻（1870—？），字君邃，號紫封，江西萍鄉人。光緒三十年甲辰恩科二甲36名進士，散館授編修。歷任江西諮議局副議長、江西督府政事部副部長，汪精衛政權的立法院秘書長、文書局長、監察院監察委員等職。
在1918年舉行的中華民國第二屆國會議員選舉，葉先圻為江西省廬陵道選出的七名眾議員之一。